# Église Saint-Étienne de Cernay
L'église Saint-Étienne est un monument historique situé à Cernay, dans le département français du Haut-Rhin.

## Localisation
Ce bâtiment est situé place de l'Église à Cernay.

## Historique
L'édifice fait l'objet d'une inscription au titre des monuments historiques depuis 2002.

## Mobilier
- Le grand orgue Rickenbach. Mathieu Freyburger en est le titulaire depuis 1985.